# Podporož'e
Podporož'e (in russo Подпорожье?) è una città della Russia di 19.600 abitanti situata sul fiume Svir', nell'oblast' di Leningrado.

## Storia
Fu voluta all'inizio del XVIII secolo dallo zar Pietro il Grande; nel 1956 ottenne lo status di città e fu rinominata Podporož'e, attualmente è il capoluogo del Podporožskij rajon.